# Ракка (провінція)
Провінція Ракка (араб. مُحافظة الرقة) — одна з 14 провінцій Сирії. Розташована та півночі країни. Поділяється на 3 райони.
- Адміністративний центр — місто Ракка.
- Площа — 19 616 км², населення — 854 000 осіб (2007 рік).

## Географія
На північному сході межує з провінцією Хасеке, на сході з провінцією Дейр-ез-Зор, на півдні з провінцією Хомс, на південному заході з провінцією Хама, на заході з провінцією Халеб, на півночі з Туреччиною. Із заходу на схід провінцію перетинає річка Євфрат, на якій розташоване водосховище Аль-Ассад.

## Адміністративний поділ
Провінція розділена на 3 райони:
- Ет-Телль-ель-Аб'яд
- Ес-Саура
- Ракка